# Title (álbum)
Title é o álbum de estreia da cantora e compositora estadunidense Meghan Trainor, lançado em 9 de janeiro de 2015 através da Epic Records. Inicialmente compositora para outros artistas em 2013, Trainor assinou com a gravadora no ano seguinte e começou a gravar material que ela co-escreveu com Kevin Kadish. Eles estavam insatisfeitos com a música eletrônica predominante nas rádios de sucesso contemporâneas e buscaram influência da música retrô dos anos 1950 e 1960.
Title é um álbum doo-wop, pop, blue-eyed soul e R&B, com elementos de música caribenha, hip-hop, reggae e soca. Inspirada por relacionamentos passados e suas inseguranças sobre a imagem corporal, Trainor escreveu músicas que ela desejava que existissem antes de frequentar o ensino médio. As canções do álbum exploram temas como empoderamento feminino, autorrespeito e autoconsciência. Trainor promoveu o álbum com várias aparições públicas e performances televisionadas.
Após o lançamento de Title, Trainor embarcou nas turnês That Bass Tour e MTrain Tour. O álbum foi promovido por quatro singles, incluindo "All About That Bass" que atingiu o topo das paradas de 58 países e tornou-se a canção mais vendida de uma artista feminina da década de 2010 nos Estados Unidos. O projeto ainda produziu os singles "Lips Are Movin", "Dear Future Husband" e "Like I'm Gonna Lose You", todos os quais atingiram o top quinze da Billboard Hot 100, sendo o último uma colaboração com John Legend que alcançou a primeira posição na Austrália, Nova Zelândia e Polônia. Os críticos musicais criticaram a repetitividade de Title e não previram uma carreira duradoura para Trainor, embora alguns tenham apreciado sua inteligência e atitude audaciosa.
Title estreou no topo dos gráficos dos Estados Unidos, Canadá e Reino Unido, e passou múltiplas semanas na primeira posição na Austrália e Nova Zelândia. Foi o primeiro lançamento da Epic a liderar a Billboard 200 desde 2010, bem como o primeiro a alcançar o topo da tabela australiana desde The Essential Michael Jackson (2005). Title fez de Trainor a quinta artista feminina na história a conquistar o topo dos gráficos com seu single e álbum de estreia e logo depois atingir o top cinco com o single subsequente nos Estados Unidos. Foi o nono álbum mais vendido do mundo em 2015 e conquistou certificados de multiplatina nos Estados Unidos, Austrália, Canadá e Polônia.

## Singles
"All About That Bass" foi lançado como o primeiro single do álbum em 2 de junho de 2014. O vídeo que acompanha o single, foi dirigido por Fatima Robinson. Comercialmente, a música tem sido um sucesso, superando a Billboard Hot 100 e paradas musicais na Austrália, Áustria, Canadá, Dinamarca, Nova Zelândia e Reino Unido. "Lips Are Movin" foi lançado como o segundo single do álbum em 21 de outubro de 2014. Dear Future Husband foi lançado como terceiro single do álbum em 17 de março de 2015 e o quarto e último single Like I'm Gonna Lose You (feat. John Legend) em 9 de julho de 2015

## Lançamento
Em 20 de outubro de 2014, Trainor twittou que o álbum foi agora para pré-encomenda digitalmente através do iTunes. A pré-encomenda incluiu todas as faixas de seu extended play anterior Title e também incluiria seu novo single "Lips Are Movin". O álbum estava programado para ser lançado em 13 de janeiro de 2015 na América do Norte, programado depois para ser lançado 4 dias antes.
O álbum estreiou em 1° lugar na HOT 200 da Billboard, vendendo mais de 238 mil cópias no lançamento. Atualmente o álbum ja ultrapassa a marca de 3 milhões de cópias vendidas mundialmente.

## Lista de faixas
| Title – Edição padrão |                                                  |                                                                   |                       |         |  |
| N.º                   | Título                                           | Compositor(es)                                                    | Produtor(es)          | Duração |  |
| 1.                    | "The Best Part (Interlude)"                      | Meghan Trainor                                                    | Kevin Kadish          | 0:24    |  |
| 2.                    | "All About That Bass"                            | M. Trainor Kadish                                                 | Kadish                | 3:11    |  |
| 3.                    | "Dear Future Husband"                            | M. Trainor Kadish                                                 | Kadish                | 3:04    |  |
| 4.                    | "Close Your Eyes"                                | M. Trainor Kadish                                                 | Kadish                | 3:41    |  |
| 5.                    | "3am"                                            | M. Trainor Chris Gelbuda Ben Fagan Todd Carey Karen Thronton      | Gelbuda               | 3:06    |  |
| 6.                    | "Like I'm Gonna Lose You" (part. de John Legend) | M. Trainor Justin Weaver Caitlyn Smith                            | Gelbuda M. Trainor    | 3:45    |  |
| 7.                    | "Bang Dem Sticks"                                | M. Trainor James G. Morales Matthew Morales Julio David Rodriguez | The Elev3n M. Trainor | 3:00    |  |
| 8.                    | "Walkashame"                                     | M. Trainor Kadish                                                 | Kadish                | 2:59    |  |
| 9.                    | "Title"                                          | M. Trainor Kadish                                                 | Kadish                | 2:55    |  |
| 10.                   | "What If I"                                      | M. Trainor Kadish                                                 | Kadish                | 3:20    |  |
| 11.                   | "Lips Are Movin"                                 | M. Trainor Kadish                                                 | Kadish                | 3:02    |  |
| Duração total:        | Duração total:                                   | Duração total:                                                    | Duração total:        | 32:27   |  |

| Title – Edição deluxe |                                    |                              |                |         |  |
| N.º                   | Título                             | Compositor(es)               | Produtor(es)   | Duração |  |
| 12.                   | "No Good for You"                  | M. Trainor Brett James       | J. R. Rotem    | 3:36    |  |
| 13.                   | "Mr. Almost" (part. de Shy Carter) | Trainor Jesse Frasure Carter | Kadish         | 3:16    |  |
| 14.                   | "My Selfish Heart"                 | M. Trainor                   | Kadish         | 3:47    |  |
| 15.                   | "Credit"                           | M. Trainor Kadish            | Kadish         | 2:51    |  |
| Duração total:        | Duração total:                     | Duração total:               | Duração total: | 45:57   |  |

| Title – Edição japonesa (faixas bônus) |                                      |                   |                |         |  |
| N.º                                    | Título                               | Compositor(es)    | Produtor(es)   | Duração |  |
| 16.                                    | "I'll Be Home"                       | M. Trainor        | M. Trainor     | 3:39    |  |
| 17.                                    | "All About That Bass" (instrumental) | M. Trainor Kadish | Kadish         | 3:08    |  |
| 18.                                    | "Title" (instrumental)               | M. Trainor Kadish | Kadish         | 2:53    |  |
| Duração total:                         | Duração total:                       | Duração total:    | Duração total: | 55:37   |  |

| Title – Edição especial |                              |                         |                           |         |  |
| N.º                     | Título                       | Compositor(es)          | Produtor(es)              | Duração |  |
| 16.                     | "Good to Be Alive"           | M. Trainor Ryan Trainor | M. Trainor Justin Trainor | 3:47    |  |
| 17.                     | "What If I" (Guitar Version) | Trainor Kadish          | Kadish                    | 3:18    |  |
| 18.                     | "Title" (versão acústica)    | Trainor Kadish          | Kadish                    | 2:55    |  |
| 19.                     | "I'll Be Home"               | M. Trainor              | M. Trainor                | 3:39    |  |
| Duração total:          | Duração total:               | Duração total:          | Duração total:            | 59:37   |  |

| Title – Edição comemorativo do 10º aniversário |                                                          |                                                              |                       |         |  |
| N.º                                            | Título                                                   | Compositor(es)                                               | Produtor(es)          | Duração |  |
| 16.                                            | "Better When I'm Dancin'"                                | M. Trainor Thaddeus Dixon                                    | M. Trainor J. Trainor | 2:56    |  |
| 17.                                            | "Good to Be Alive"                                       | M. Trainor R. Trainor                                        | M. Trainor R. Trainor | 3:47    |  |
| 18.                                            | "What If I" (Guitar Version)                             | M. Trainor Kadish                                            | Kadish                | 3:18    |  |
| 19.                                            | "Title" (versão acústica)                                | M. Trainor Kadish                                            | Kadish                | 2:55    |  |
| 20.                                            | "I'll Be Home"                                           | M. Trainor                                                   | M. Trainor            | 3:39    |  |
| 21.                                            | "All About That Bass" (remasterizada)                    | M. Trainor Kadish                                            | Kadish                | 3:08    |  |
| 22.                                            | "Better When I'm Dancin" (J.bird Timeless Tour Version)  | M. Trainor Dixon                                             | J Bird                | 3:07    |  |
| 23.                                            | "Lips Are Movin" (ao vivo do Spotify London)             | M. Trainor Kadish                                            |                       | 3:15    |  |
| 24.                                            | "Title" (ao vivo do Spotify London)                      | M. Trainor Kadish                                            |                       | 3:26    |  |
| 25.                                            | "Stay with Me" (ao vivo do Spotify London)               | Sam Smith James Napier William Phillips Tom Petty Jeff Lynne |                       | 3:14    |  |
| 26.                                            | "Don't Stop" (ao vivo do Spotify London)                 | Steve Robson Michael Busbee Luke Hemmings Calum Hood         |                       | 2:51    |  |
| 27.                                            | "All About That Bass" (ao vivo do Spotify London)        | M. Trainor Kadish                                            |                       | 2:51    |  |
| 28.                                            | "Can't Help Falling in Love" (ao vivo do Spotify London) | Hugo Peretti Luigi Creatore George David Weiss               |                       | 2:43    |  |

| Title – Edição especial (DVD) |                                           |                     |         |  |
| N.º                           | Título                                    | Diretor(es)         | Duração |  |
| 1.                            | "Title" (videoclipe)                      | Anthony Phan        | 2:55    |  |
| 2.                            | "All About That Bass" (videoclipe)        | Fatima Robinson     | 3:10    |  |
| 3.                            | "Bastidores de 'All About That Bass'"     |                     | 2:08    |  |
| 4.                            | "Dear Future Husband" (videoclipe)        | Robinson            | 3:21    |  |
| 5.                            | "Bastidores de 'Dear Future Husband'"     |                     | 1:56    |  |
| 6.                            | "Like I'm Gonna Lose You" (videoclipe)    | Constellation Jones | 3:47    |  |
| 7.                            | "Bastidores de 'Like I'm Gonna Lose You'" |                     | 3:41    |  |

## Histórico de lançamento
| Região | Data                   | Versão          | Formato(s)               | Gravadora    |
| ------ | ---------------------- | --------------- | ------------------------ | ------------ |
| Mundo  | 13 de janeiro de 2015  | Padrão deluxe   | CD download digital      | Epic Records |
| Mundo  | 20 de novembro de 2015 | Edição especial | CD+ DVD download digital | Epic Records |

## Créditos
Créditos adaptados da AllMusic.